# Giovanni Battista Viola
Giovanni Battista Viola (Bologna, 16 giugno 1576 – Roma, 10 agosto 1622) è stato un pittore italiano del primo barocco romano, specializzato in paesaggi.

## Biografia

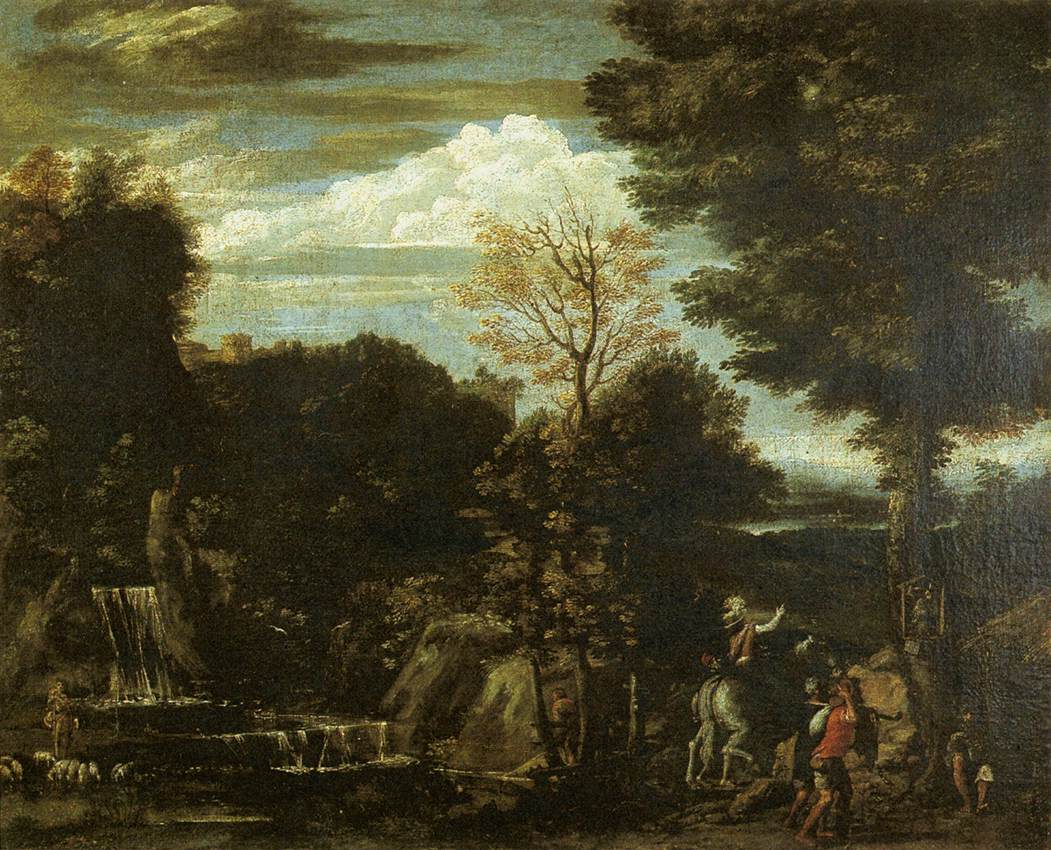
Paesaggio con immagine devozionale, Galleria Doria Pamphilj, Roma

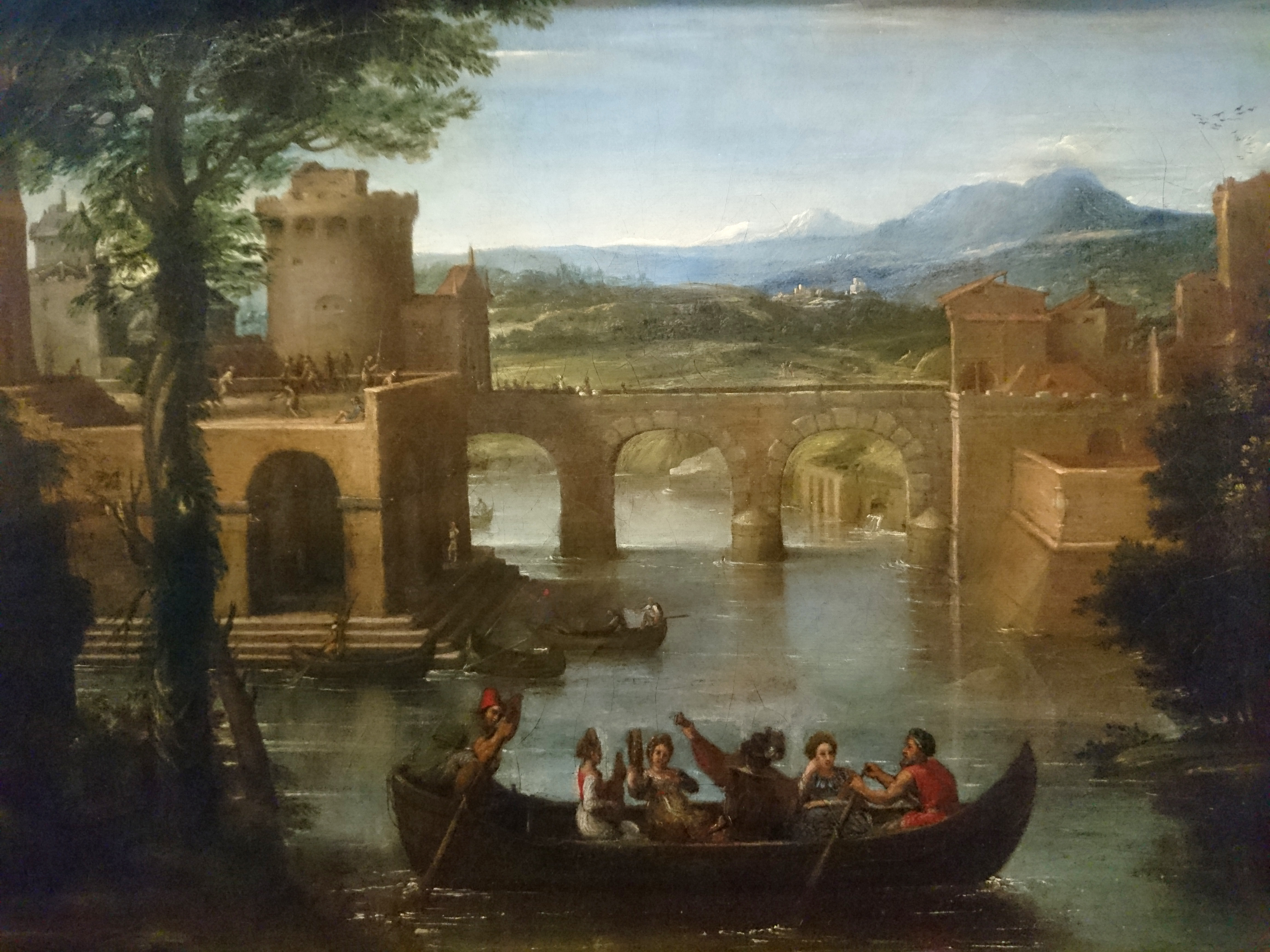
Concerto sull'acqua, Museo del Louvre, Parigi

Arrivato nel 1601 a Roma dalla natia Bologna con Francesco Albani, nel 1610 collaborò con questi e Domenichino alla decorazione della Villa Giustiani Odescalchi di Bassano di Sutri e successivamente, solo con Domenichino, negli affreschi di Villa Aldobrandini di Frascati e Villa Ludovisi a Roma.
Entrato nella cerchia di Annibale Carracci, ne comprese appieno le tecniche pittoriche, tanto che alcune opere in passato furono attribuite al Carracci stesso, ma ora sono considerate sue. Viola ha contribuito alla diffusione del modello di paesaggio classico in dipinti di piccolo formato, con colori freddi e composizioni stratificate in bande parallele, per chiudere negli ultimi anni con un modello di pittura arcaizzante, come nella sala paesaggistica del Casinò dell'Aurora a Roma, dove lavorò in competizione con Domenichino, Guercino e Paul Bril, ognuno dei quali dipinse una lunetta della stanza.
Il suo stile migliore si può trovare in opere come il Concerto sull'acqua, ora al Museo del Louvre, attribuito a Carracci quando faceva parte della collezione del cardinale Mazarino, o il Paesaggio con i giocatori di dadi del museo nazionale del castello di Fontainebleau, che era di proprietà del re Luigi XIV, forse proveniente dalla collezione del cardinale Ludovico Ludovisi, in cui nel 1633 furono inventariati due paesaggi di Viola.
Suo discepolo fu Pietro Paolo Bonzi, detto il Gobbo dei Carracci; inoltre il suo lavoro influenzò Claude Lorrain. Secondo Giovanni Baglione, quando salì al trono papa Gregorio XV, suo nipote, il cardinale Ludovisi, per il quale Viola aveva già lavorato, gli commissionò numerose altre opere, ma Viola non si abituò allo sforzo che questo impegno gli imponeva e ben presto si ammalò, morendo a Roma il 10 agosto 1622.